# The Moodists
The Moodists est un groupe de post-punk australien. Le groupe est formé à la fin 1980 par Dave Graney au chant, Clare Moore à la batterie, Steve Miller à la guitare, tous issus d'un groupe punk appelé The Sputniks. Ils recrutent le bassiste Chris Walsh, au début de 1981, et le guitariste Mick Turner (ex-Sick Things, Fungus Brains) en avril 1983. Ils publient leur seul album, Thirsty's Calling, en avril 1984. Turner part en janvier 1985 et le groupe se sépare en 1987.

## Biographie
Le groupe est formé en 1980, par Dave Graney, Clare Moore et Steve Miller, ex-membres d'un petit groupe punk amateur, The Sputniks. Ils déménagent de Adélaïde à Melbourne, et sont bientôt rejoints par un guitariste, Mick Turner, et Chris Walsh, bassiste occasionnel du groupe The Birthday Party lors de la détention de Tracy Pew. Le groupe assure les premières parties des trois derniers concerts de la carrière du groupe The Birthday Party (20 et 21 mai 1983 à Melbourne, puis le 9 juin 1983, à Melbourne également).
Après l'enregistrement de deux singles et un album de six titres sous le label Au Go Go de Melbourne, avant de partir pour Londres. The Moodists parait sur une compilation australienne, et deux albums suivent encore : Thirsty's Calling en 1984, et Double Life en 1985.
Ils reviennent en Australie en 1985 pour six mois, puis retournent une fois de plus en Angleterre. C'est durant ces périodes qu'ils effectuent des tournées dans le nord de l'Europe ainsi qu'aux États-Unis, de manière plus brève. En 1985 et 1986 paraissent trois albums supplémentaires ; tous leurs enregistrements furent produits par Victor Van Vught, personnalité bien connue pour ses collaborations avec Nick Cave, Beth Orton et PJ Harvey, entre autres). Ils effectuent leur dernier concert à Londres, et, après leur dissolution (en 1987), Dave Graney et Clare Moore forment Dave Graney with the Coral Snakes, groupe qui reprenait quelques membres de leur carrière passée, ajouté de la pianiste Louis Vause. Ils firent paraître un court album chez Fire Records, produit par Barry Adamson,. Mick Turner, pour sa part, retrouve son premier groupe, Fungus Brains, qui évoluera plus tard en changeant de nom pour devenir le groupe instrumental Dirty Three.
Le groupe se reforme de manière brève pour une série de concerts à Melbourne. En 2004, un DVD capté pour la télévision anglaise en 1984, paru chez Umbrella Entertainment.

## Discographie

### Albums studio
- 1983 : Engine Shudder (Au Go Go Records)
- 1984 : Thirsty's Calling (Red Flame/Virgin Records) (Virgin Records, Australie)
- 1985 : Double Life (Red Flame/Virgin Records)
- 2003 : Two Fisted Art (double-album rétrospectif ; W. Minc)

### Singles et EP
- 1981 : Where the Trees Walk Down Hill (Au Go Go Records)
- 1982 : Gone Dead/Chad's Car (Au Go Go Records)
- 1983 : The Disciples Know (Red Flame/Virgin Records)
- 1984 : Runaway (Red Flame/Virgin Records)
- 1985 : Enough Legs to Live On (Red Flame/Virgin Records)
- 1985 : Justice and Money Too (Creation Records)
- 1986 : Take the Red Carpet Out of Town (TIM Records)
- 1986 : The Moodists (TIM Records)